# Нандиварман II
Нандиварман II (до вступления на престол — Паллавамалла; 719—796) — царь царей (махараджадхираджа) Анандадеши (государство Паллавов) в Северном Тамилнаде в 731—796 годах.

## Происхождение
Паллавамалла был младшим из четырёх сыновей Хираньявармана (Хираньявармы) из боковой ветви династии Паллавов, потомка брата царя Симхавишну. Паллавы около III века утвердились на границе исторических областей Андхра и Тамилнаду, а затем распространили свою гегемонию на весь Тамилнаду, сделав своей столицей город Канчипурам. Предки Паллавамаллы, первые цари династии Паллавов, называли себя брахма-кшатриями, то есть брахманами, принявшими образ жизни кшатриев, а последующие Паллавы в V веке считали себя кшатриями из рода Куруба (Курумбар) и являлись ортодоксальными приверженцами индуизма.

## Приход к власти
В 731 году царь Парамешвараварман II (728—731) был разбит и погиб в битве с войсками династии Ганга, подчинявшейся династии Чалукья, давно враждовавшей с Паллавами. Парамешвараварман не оставил наследника (по другим данным, оставил малолетнего сына), поэтому в Канчипураме и во всём государстве началась смута. Несмотря на то, что в столице было несколько князей, которые в силу родства с покойным царём могли претендовать на трон, делегация представителей религиозно-образовательных учреждений и «коренных жителей» столицы отправилась к Хираньяварману (Хираньяварме), главе боковой линии династии Паллавов, проживавшему в глубокой провинции, с целью пригласить его занять престол Анандадеши. Ряд исследователей, среди которых индийские историки Т. Н. Субраманиам и Т. В. Махалингам, на основании определённых косвенных данных считали, что Хираньяварман проживал на территории современной Камбоджи, хотя прямых свидетельств этому обстоятельству обнаружено не было. Приняв делегатов, Хираньяварма собрал представителей своего рода, чтобы узнать их мнение. Сородичи поддержали идею вступления Хираньявармы на престол, однако сам он отказался от этого и стал спрашивать своих четырёх сыновей, не желает ли кто-то из них стать новым правителем. Трое сыновей ответили отказом, и только младший из них, двенадцатилетний Паллавамалла, согласился занять трон. Первоначально Хираньяварма стал отговаривать сына, однако вскоре ему приснился «вещий» сон, убедивший его в том, что Паллавамалла станет великим правителем.
В сопровождении своих сторонников Паллавамалла двинулся на Канчипурам. Одновременно появилось ещё несколько претендентов на власть. Один из них, Паллавади Араяр, которого поддерживали Чалукья, был разбит сторонниками Паллавамаллы и погиб. Согласно другой версии событий, Паллавади Араяр во главе большой армии встретил Паллавамаллу и «посадил его на слона», что было равносильно признанию его царского достоинства. В результате всех этих событий Паллавамалла вступил в Канчипурам, восседая на слоне, во главе сильного войска. Он был торжественно принят «великими вассалами», «кругом министров» и «коренными жителями» столицы, после чего был «избран народом» на царство под именем Нандивармана. История восхождения на трон Нандивармана II была записана на скульптурных панелях построенного им в Канчипураме храма Вайкунтхаперумал, а также на нескольких сохранившихся до наших дней медных пластинах из Касакуди.

## Правление
Молодой царь Нандиварман II первые примерно двадцать лет своего правления провёл в постоянных войнах с соседними правителями — Шрипурушей (ок. 726—776 гг.) из династии Ганга, Мараварманом Раджасимхой I (730—765 гг.) из династии Пандья и Викрамадитьей II (733/4—746/7 гг.) из династии западных Чалукья (Чалукья из Бадами). При этом ключевую роль в войнах и победах Нандивармана сыграл талантливый паллавский полководец Удаячандра. Заняв трон, Нандиварман вступил в длительную борьбу с другим претендентом на власть, Читрамаей, которого поддерживали правители Пандья и Чалукья, а также раджи Чера и Сабара. Читрамая и Мараварман Раджасимха I несколько раз безуспешно пытались взять столицу государства Паллавов. В какой-то момент Нандиварман был осаждён в месте под названием Нандипурам, недалеко от Кумбаконама, но был освобожден подоспевшим на помощь Удаячандрой, который схватил и обезглавил Читрамаю, а затем одержал несколько побед в районе Танджора, в самом сердце царства Пандья. В сохранившихся надписях Паллавы и Пандья заявляют о своих военных свершениях в ходе этого конфликта, однако очевидно, что царь Пандья не добился в этой войне заметного успеха. Около 740 года другой противник Паллавов, царь государства Чалукья Викрамадитья II при поддержке Шрипуруши и, вероятно, также восточного Чалукья Вишнувардханы внезапно вторгся в царство Анандадеша. Свидетельства с обеих сторон конфликта указывают на то, что войска Нандивармана II были разбиты, сам он бежал, а Викрамадитья вступил в Канчипурам. Заняв столицу Паллавов, Викрамадитья II не только не разрушил город, но и сделал богатые пожертвования брахманам и беднякам и вернул Кайласанатхе и всем другим храмам ценности, которые у них были ранее отобраны. Вскоре однако Нандиварман восстановил утраченные позиции, отбросил врага и вернулся в столицу. Около 745 года сын Викрамадитьи, будущий царь Киртиварман II, совершил ещё один набег на Канчипурам и захватил огромное количество золота и драгоценностей.
Около 750 года раштракутский царь Дантидурга (ум. в 756 году) вытеснил из Деккана царя западных Чалукья Киртивармана II (ум. в 755 году) и вторгся во владения Паллавов. Нандиварман потерпел поражение от войск Дантидурги, но несмотря на это сохранил свое царство нетронутым, заключив с Дантидургой некое подобие союзного договора, скреплённого династическим браком. Судя по всему, в дальнейшем Дантидурга и его преемники Говинда II и Кришна I (756—775) помогали царю Анандадеши в его войнах с соседними государствами, прежде всего, Ганга и Чалукья. Около 760 года Нандиварман победил царя Шрипурушу, захватил большую добычу и завоевал часть территории царства Ганга, которую передал своему вассалу Джаянандиварману из династии Бана. Далее, стремясь обезопасить себя от дальнейшей экспансии Пандья, Нандиварман организовал против них оборонительный союз, к которому присоединились правители Конгу, Кералы и Тагадура. Однако усилия царя Анандадеши оказались напрасными — царь Пандья Варагунаварман I (765—815), сменивший Маравармана Раджасимху I, победил войска союзников, захватил всю территорию Конгу и даже продвинулся во владения Нандивармана II вплоть до реки Пеннар. В 778 году Нандиварман совместно с раштракутским царём Говиндой II помог Шивамаре II занять престол в царстве Ганга. Вскоре после этого Нандиварман и Шивамара II пришли на помощь Говинде II, который боролся за власть со своим младшим братом Дхрувой (780—792), однако Говинда не смог удержаться на троне и в 780 году Дхрува одержал верх. Заняв престол, Дхрува победил Шивамару II и заключил его в тюрьму, после чего Нандиварману пришлось возвращать расположение нового царя Раштракутов при помощи уплаты дани в виде боевых слонов.
Несмотря на то, что военные кампании Нандивармана II не всегда заканчивались победами, ему удалось сохранить целостность и поддерживать могущество доставшейся ему империи Паллавов на протяжении всего своего долгого правления. Согласно надписи, обнаруженной в храме Адивараха в Махабалипураме, он правил не менее шестидесяти пяти лет (с 731 по 796 годы). Если верить надписям Нандивармана, его вассалами являлись правители Кералы, Чолов, Пандьев, Малавов, Калабхров, Банов, Андхров, Саиндхавов, Гангов и Кадамбов. Кроме того, Удаячандра завоевал для Нандивармана некоторые территории на севере, победив раджу племени нишада Притхививьягру, данника восточной ветви династии Чалукья, а также разбил Удаяну, царя Сабара. Будучи по своей религиозной принадлежности вишнуитом, Нандиварман II построил несколько религиозных сооружений, среди которых вишнуитский храм Вайкунтха-Перумал в Канчипураме. При его правлении процветала наука и искусство, более пространные надписи времён Нандивармана содержат множество свидетельств высокой литературной формы. Сам царь считался мастером в стрельбе из лука и управлении боевыми слонами, в сочинении стихов и в искусстве любви. Его современником, скорее всего, был знаменитый вишнуитский святой Тирумангай Алвар.

## Семья
Преемником Нандивармана II был Дантиварман, его сын от царицы Ревы, вероятно, принцессы из династии Раштракута. Считается, что она была дочерью раштракутского раджи Дантидурги, который после прекращения войны с Нандиварманом выдал её за него замуж после заключения мирного договора. Несмотря на это, один из преемников Дантидурги, раштракутский раджа Говинда III, около 804 года напал на Канчипурам и победил своего родственника Дантивармана.